# Ukrajna ásványkincsei
Ukrajna ásványkincsekben gazdag ország, mintegy 20 000 ásványianyag-lelőhely található a területén, 117-féle ásványi anyaggal, melyek közül 95-nek van kereskedelmi jelentősége. Nagy mennyiségben bányásznak vasércet, mangánt, ilmenitet, uránércet, kőszént, grafitot, kaolinitot, tűzálló agyagot, és jelentős az építő- és díszítőkövek külfejtése is.
Ukrajnában kőolaj- és nagy mennyiségű földgáz-lelőhely is található, utóbbiból Európában a harmadik legnagyobb tartalékkal rendelkezik, azonban a nem megfelelő ütemű kitermelés következtében importra szorul az ország mindkét tüzelőanyagból.

## Fosszilis tüzelőanyagok
Ukrajnában számos fosszilis tüzelőanyag megtalálható, többek között kőszén, kőolaj, földgáz, földgázkondenzátum, tőzeg és olajpala, de ezek elérhetősége, kitermelési hatékonysága változó, emiatt nem fedezik teljesen az ország energiaszükségét.

### Kőolaj és földgáz

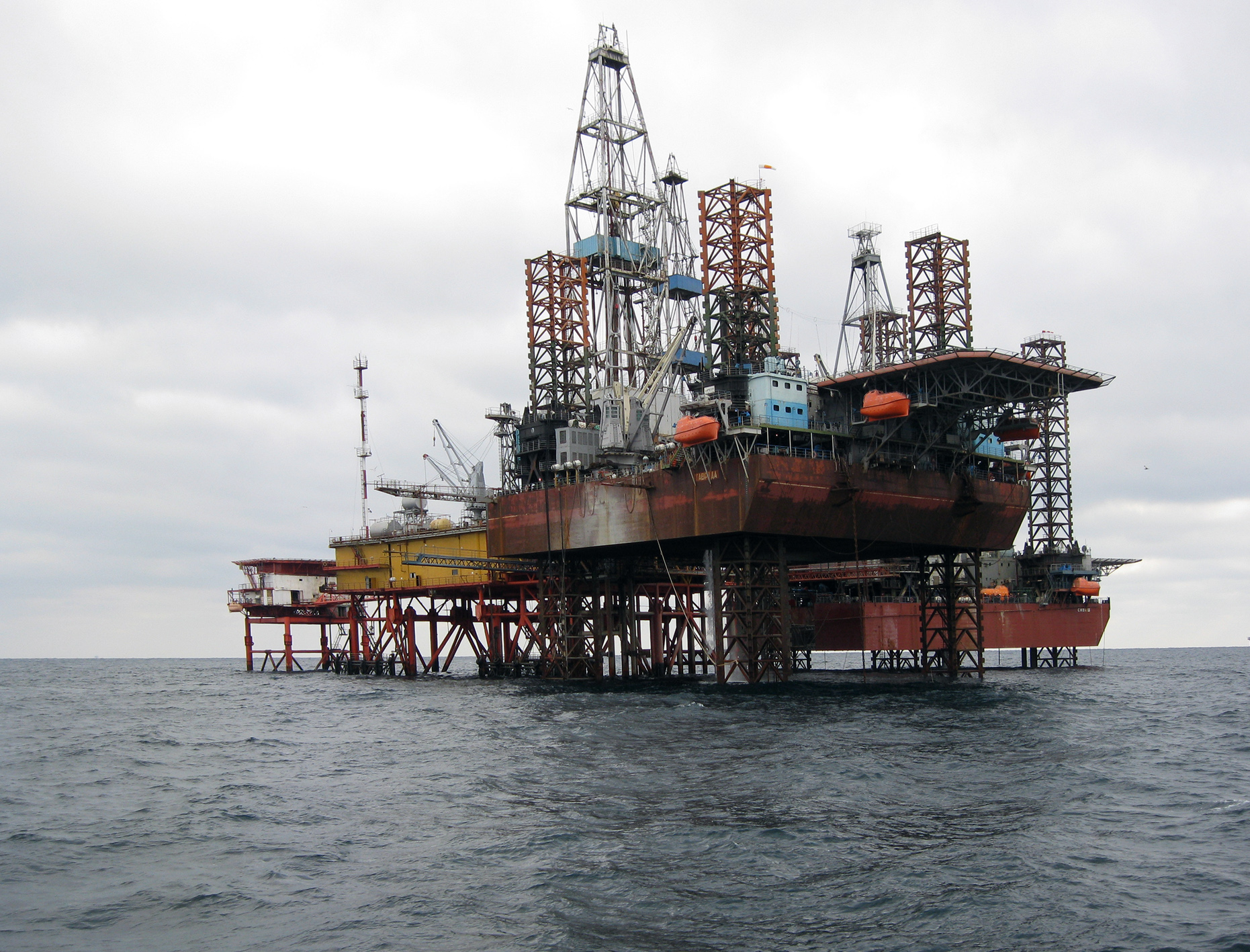
A Csornomornaftohaz egyik fúrótornya még 2012-ben

Három nagy régióban található kőolaj és földgáz, ezek a a nyugat-ukrajnai (Előkárpátok), a kelet-ukrajnai (Dnyeper–Donyec) és a dél-ukrajnai (Fekete-tengermellék–Krím) régió.
Nyugat-ukrajnai régió
Ide tartozik az Előkárpátok vidéke, a Kárpátok gyűrt területe, valamint a kárpátaljai mélyedés; a készletek mintegy 15 000 km²-t fednek le, a rétegek 100–150 métertől az 5000 méteres mélységig húzódnak. Ebben a régióban már a 17. században megkezdték a kőolaj kitermelését, a 19. században kutak segítségével termelték, a 20. század elejétől furatokat használtak. 1924-ben elkezdték a földgáz kitermelését is. A földgáz itt 90% metántartalmú. A jelentősebb mennyiségű kőolaj az Előkárpátok süllyedékének belső részén található, míg a földgázt inkább a külső részén termelik ki.
Kelet-ukrajnai régió
Ide tartozik a Dnyeper-Donyeci-mélyedés, valamint a Donyec medencéjének északnyugati része. A Dnyepertől keletre mintegy 650–700 kilométer hosszan és 80–150 km szélesen terül el a lelőhely. A rétegek 300–6000 méteres mélységig húzódnak. 1937-ben kezdtek itt bányászni kőolajat Romninál, a földgáz kitermelése pedig 1950-ben kezdődött a radcsenkivi és a sebelinkai gázmezőkön. A Poltavai, Harkivi, Szumi, Csernyihivi, Dnyipropertovszki, Donecki és Luhanszki területeken több mint 140 kőolaj- és földgázlelőhely található. A földgáz 95%-os metántartalmú itt. A térségben több mint 200 olyan földszerkezeti egység ismeretes, amelyekből még lehetne kőolajat, illetve földgázt kitermelni.
Dél-ukrajnai régió
A Fekete-tengermelléki-, az Elő-Dobrudzsai-mélyedés, az Azovi-tenger és a Fekete-tenger partvidéke és kontinentális selfje tartozik ide, a lelőhelyek összterülete több mint 25 000 km², ebből 12 000 km² szárazföldi lelőhely. Legnagyobb mélységük 4500 méter. 1960-ban kezdték meg a kitermelést.
2014-ben a Krím félsziget Oroszország befolyása alá került és létrejött a de facto Krími Köztársaság, melynek következtében Ukrajna itt található földgáz- és kőolajlelőhelyei, valamint az itt kitermelést folytató Csornomornaftohaz (Чорноморнафтогаз) vállalat (az ukrán Naftohaz leányvállalata) is oroszbarát kézre került. Emiatt az Amerikai Egyesült Államok és az Európai Unió is tiltólistára vette a vállalatot, hogy megakadályozzák a Gazprom tulajdonosihányad-szerzését a cégben.

### Kőszén

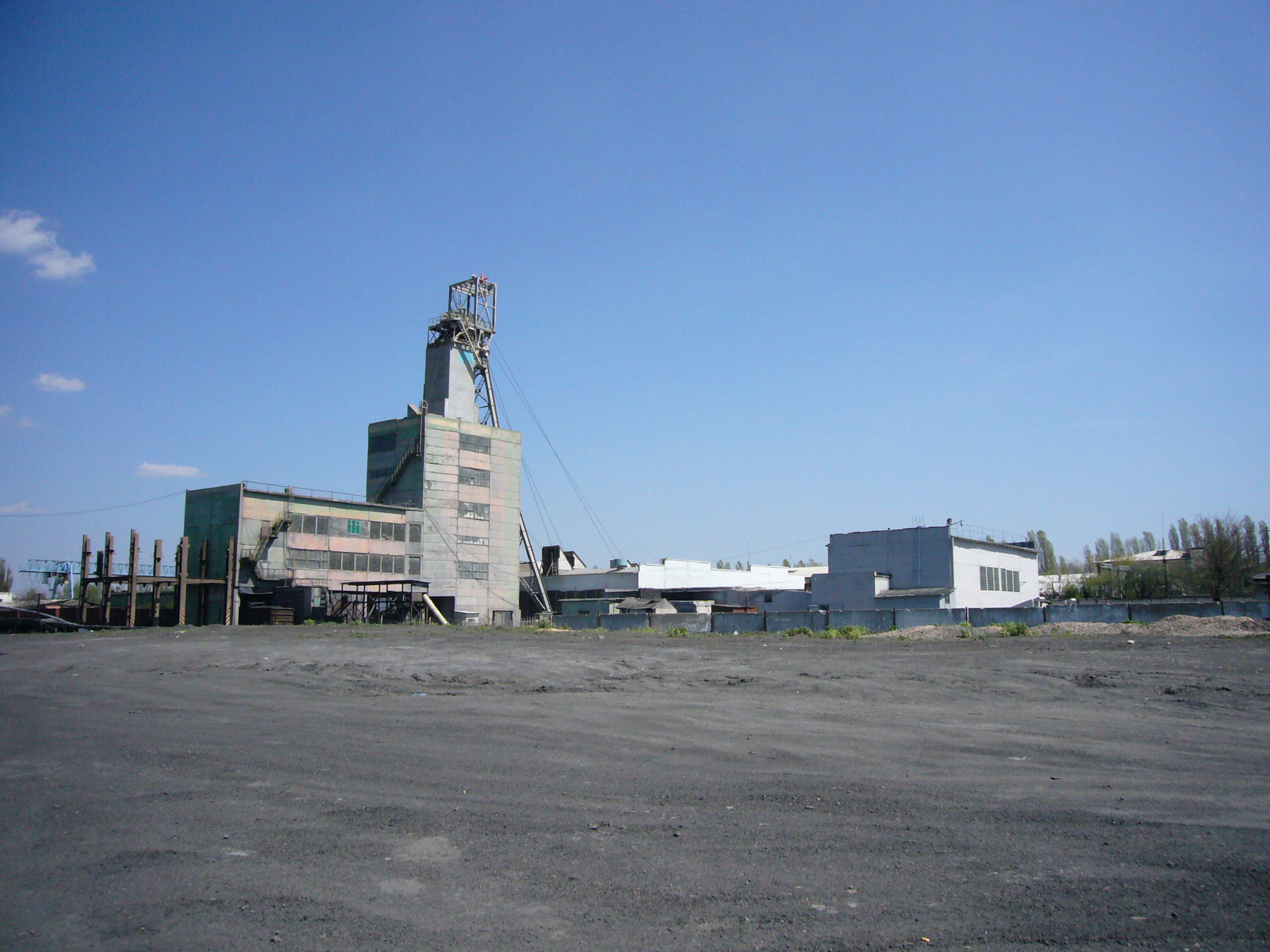
A Szamarszka szénbánya Ternyivkában

A kőszénnek szinte minden fajtája megtalálható Ukrajna területén, vagyis tőzeg, lignit, barnakőszén, feketekőszén és antracit is.
Ukrajna keleti területén fekszik a Donyeci-kőszénmedence, mintegy 50 000 km²-rel, melynek egy kis része átnyúlik Oroszországba is. A Donecki, Luhanszki, Dnyipropetrovszki és Harkivi területek tartoznak ide. A rétegek 1800 méter mélyre is leérnek, vannak olyan bányák, melyek 1000 méterről is termelnek szenet. 1721-ben tárták fel az első lelőhelyet itt, és 1795-ben kezdődött a kitermelés. Évente mintegy 200 millió tonna szenet termelnek itt ki, a készletet 109 milliárd tonnára becsülik. Az itt található szénrétegek metánt is tartalmaznak, ami bányarobbanásokat idéz elő. Nagyobb bányászati központok itt: Doneck, Csisztyakove, Jenakijeve, Makijivka, Horlivka, Sahtarszk, Mirnohrad (Dimitrov). A bányák csaknem fele 2014 óta a szakadár, el nem ismert Donyecki Népköztársaság és Luganszki Népköztársaság területén található.
A Halics–Volinyi-mélyedésben található a Lvivi–Volinyi-kőszénmedence, melynek jó része Lengyelországhoz tartozik, ukrajnai területe kb. 10 000 km². 1954-ben indult meg itt a termelés, a rétegek 250–750 méter mélyen találhatóak, mintegy 1,75 milliárd tonnányi készlet húzódik a mélyben. Novovolinszk és Septickij a fő bányászati központok a régióban.
A Dnyepermelléki-barnaszénmedence mintegy 150 000 km²-t ölel fel, a Cserkaszi, Kirovohradi és Zsitomiri területeken, a Dnyeper jobb partján. A rétegek vastagsága 15–20 méter, de néhol eléri a 30–40 métert is. Az itt található, alacsony fűtőértékű barnaszénkészlet mintegy hatmilliárd tonna is lehet, külfejtéssel körülbelül egymilliárd tonnát lehet felszínre hozni. A termelés éves mértéke a régióban tízmillió tonna. Fontos bányászati központok itt Andrusivka, Mironyivka, Orihivka, Pavlove és Olekszandrija. További barnaszén-kitermelés folyik még a Dnyesztermelléken, az Előkárpátokban és Kárpátalján (Ilonca) is.

### Tőzeg és olajpala

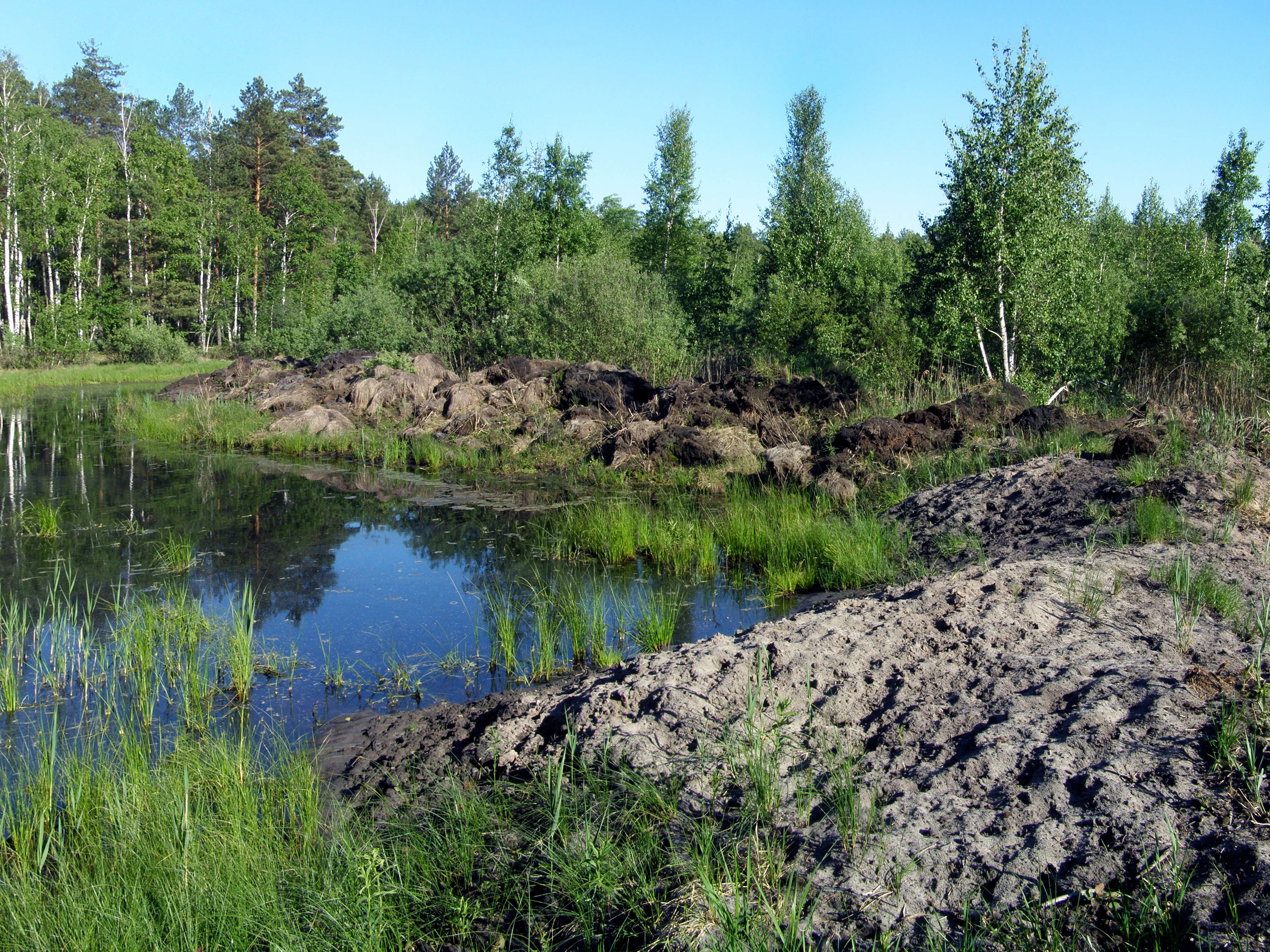
Tőzeg a Voloszne (Волосне) hidrológiai természetvédelmi területen (Zsitomiri terület)

Az ukrajnai tőzegrétegek 96%-a síkságokon található, ennek 65%-a a Polisszjai-alföldön, 35%-a az erdős sztyeppi vidékeken és a Kárpátokban. A készletek 3,5 milliárd tonnára becsülhetőek, mintegy 2,2 millió hektáron terülnek el. Több mint 1600 lelőhelyen, mintegy 500 000 hektáron termelik ki, éves szinte kb. 21–22 millió tonnát. Szerves trágyához, tüzelőanyagként és gyógyiszapként hasznosítják. Fontosabb lelőhelyei a Rivnei, Kijevi, Csernyihivi, Cserkaszi és Lvivi területeken találhatóak.
Égőpala található Podólia területén, a Kárpátokban, illetve a Krím hegyvidéki területein. A Kirovohradi területen lévő lelőhelyen mintegy 2 milliárd tonna égőpala van. A Zsitomiri területen főleg a kerámiagyártásban használt pirofillit pala lelhető fel. Ukrajnában az égőpalát nem használják tüzelőanyagként vagy energiahordozóként.

## Érces ásványok

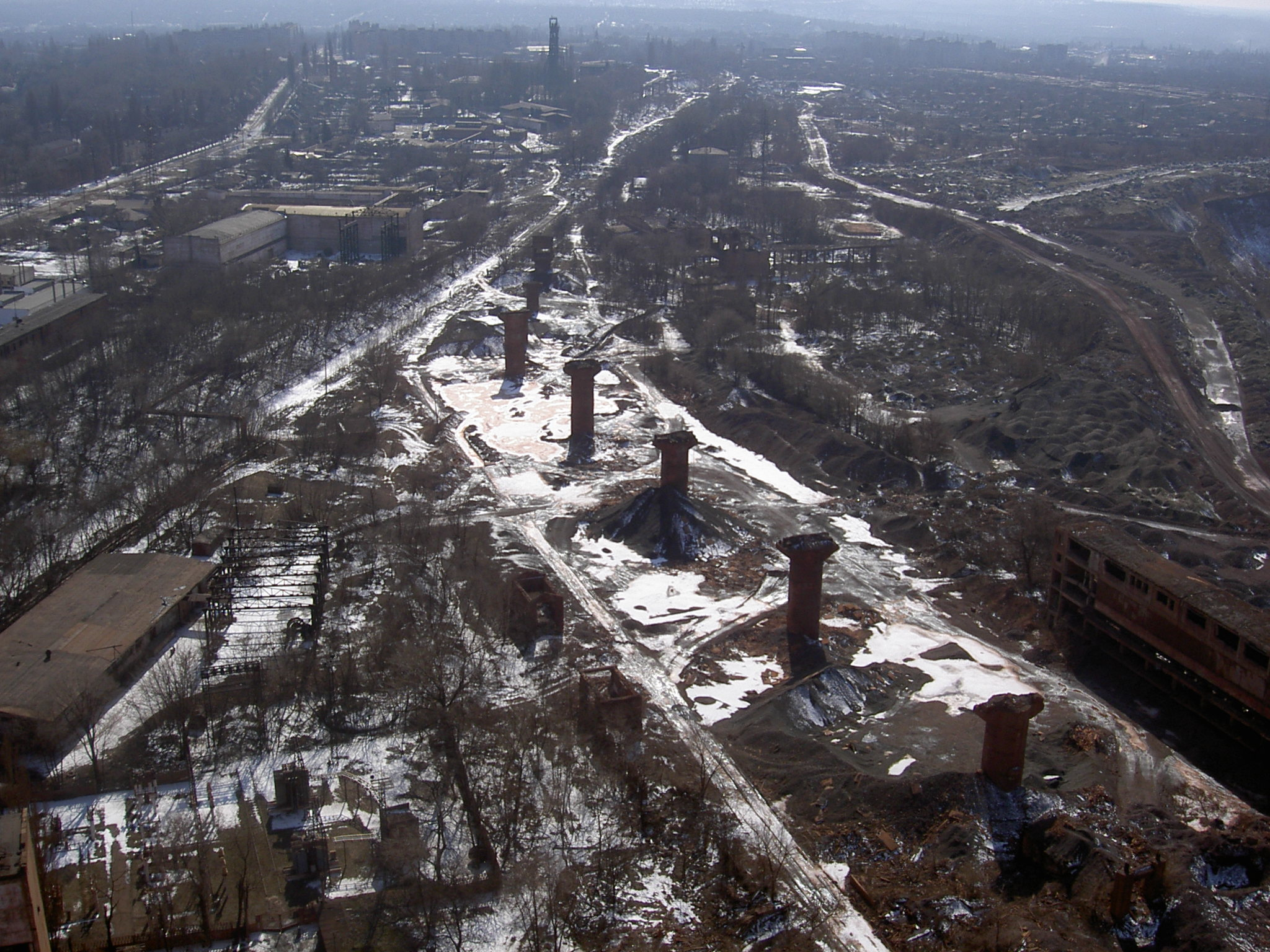
Az 1997-ben bezárt Hihant-Hliboka vasércbánya a Krivij Rih-i vasérc-medencében

Ukrajnában igen sokféle érces ásvány található, jórészt az Ukrán-pajzs vulkanikus és metamorf kőzeteinek köszönhetően. Jelentősebbek a vasérc, a mangánérc, a titánérc, a krómérc, a nikkelérc, az alumíniumhordozó ércek és a higanyérc, valamint az uránérc. Arany- és ezüstlelőhelyek is vannak az országban. Ezen kívül megtalálható még a réz, a berillium, a lítium, a vanádium, a szkandium, az ólom, a cink, a nióbium, a tantál, a stroncium, a hafnium, a kadmium és ritkaföldfémek is. Nagy a valószínűsége a volfrám, az ón, a molibdén és a platina jelenlétének is.

### Vasérc
Az ország mintegy 27 milliárd tonna vasérckészlettel rendelkezik, 83 lelőhelyen, melyek többsége a Krivij Rih-i vasérc-medencében, az Azovi- és Fekete-tengermelléki vidékeken található. A Krivij Rih-i medence a világ egyik legnagyobb vasérclelőhelye, 100 kilométer hosszú és 2–7 km széles, az Ingulec, Szakszahany és Zsovta folyók völgyében terül el. Az itteni vasérc nagy része (kb. 17 milliárd tonna) 35–40%-os vastartalmú, kisebb része (2 milliárd tonna körül) pedig 60%-os vastartalmú, a réteg 2 kilométer mélységig húzódik. A termelés egyrészt külfejtéssel, másrészt felszín alatti módszerekkel történik. A Dnyeper bal partján található a második legfontosabb vasérclelőhely Kremencsuk környékén; 45 kilométeres hosszúságú és 1–4 km széles. Öt lelőhely található itt, a készletek 4,5 milliárd tonnát is kitehetnek. Az itteni érc akár 70%-os vastartalmú is lehet.
A 20 kilométer széles és 65 kilométer hosszú Bilozeri vasércmedencében a Zaporizzsjai területen 1955-ben kezdték meg a kitermelést. Az érc itt 60–70%-os vastartalommal rendelkezik, a rétegek pedig 60–260 méter vastagok. Mintegy 1,4 milliárd tonna vasérc található itt. A Kercsi vasércmedence az Azovi–Fekete-tengermelléki vasérckörzet része, a készletek itt 3,8 milliárd tonnásak is lehetnek. Az érc vastartalma 30–40%, és tartalmaz foszfort is kis mennyiségben, valamint mangánt és vanádiumot is. A Szivas-öbölben is találtak ilyen típusú vasércet. A kutatások azt mutatják, hogy még több lelőhelyet lehetne feltárni az országban, a Dnyipropetrovszki területen például akár 10 milliárd tonnás készlet is lehetséges.

### Egyéb ércek

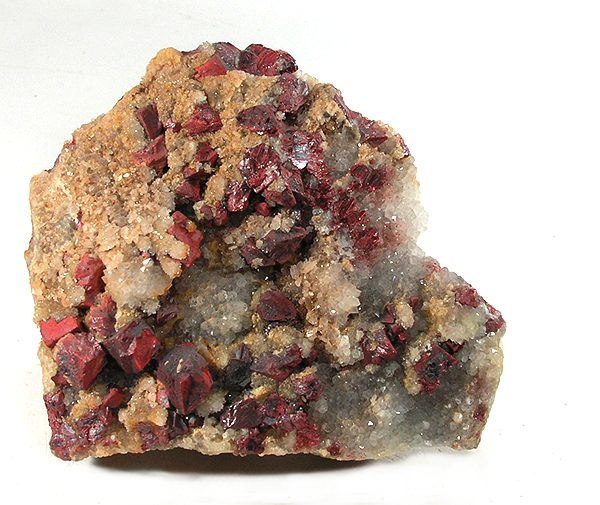
A higany egyik fő ásványi előfordulása, a cinnabarit (higany-szulfid) a horlivkai Szofija bányából, a 20. század elejéről

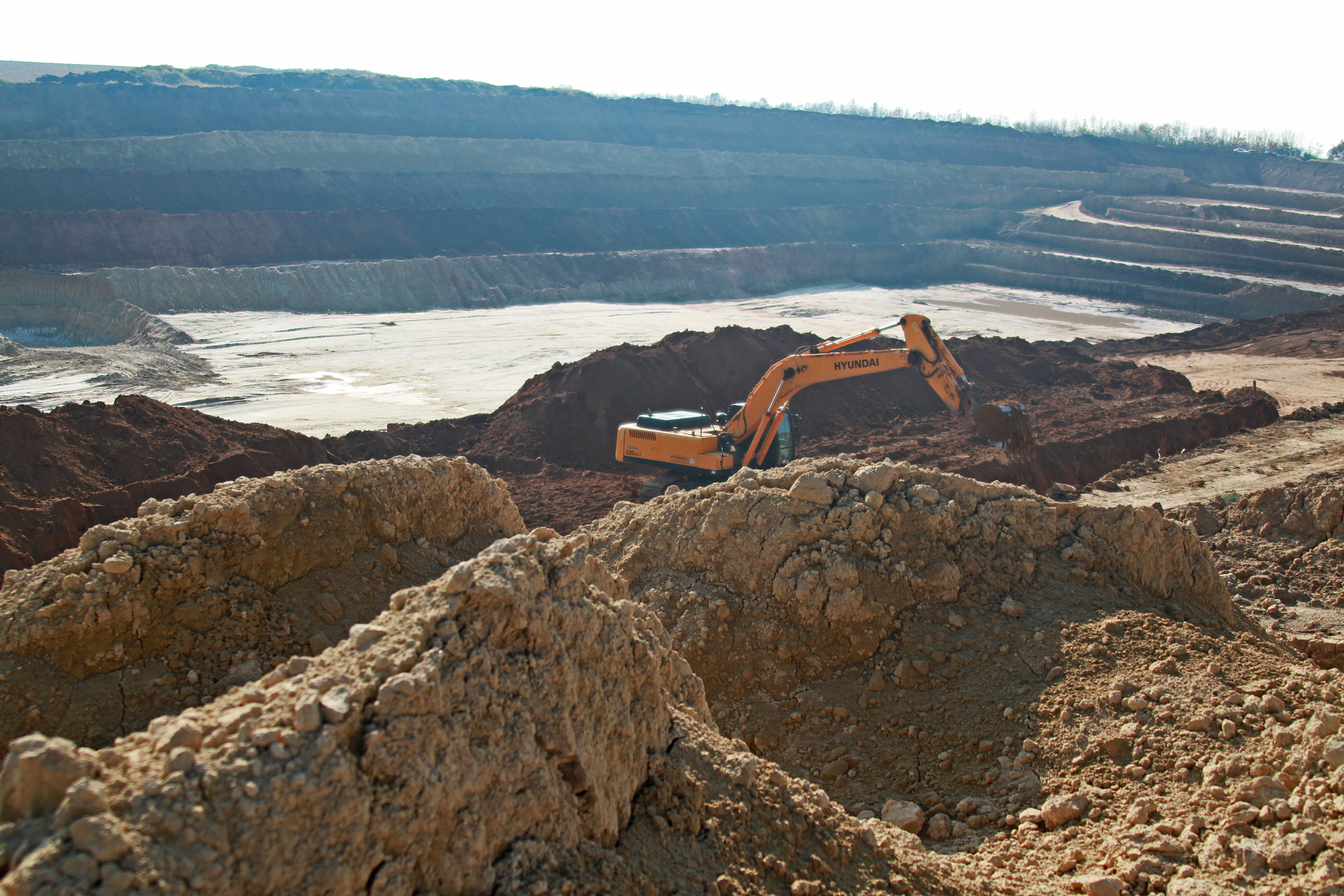
Ilmenitkitermelés Korobcsine mellett (Kirovohradi terület)

A Dnyepermelléki vidéken található a Nyikopoli mangánércmedence, mely az egyik legnagyobb lelőhely a világon, 2,2 milliárd tonnás készlettel, itt külszíni fejtéssel termelnek. A 30%-os mangántartalmú rétegek 0,5–4 méter vastagságúak és közel húzódnak a felszínhez. További lelőhelyek találhatóak az Ukrán-Kárpátokhoz tartozó Csivcsini-hegységben, valamint Burstin környékén az Ivano-frankivszki területen, itt 9–30 millió tonna mangánérc lehet.
1937 óta termelik ki a nikkelércet a Dnyipropetrovszki területen, itt négy lelőhely van, további hat pedig a Kirovohradi területen. Az érc 2,5% nikkeltartalmú. Kisebb mennyiségben Kárpátalján is található nikkelérc.
A Zsitomiri területen, az Irsa folyó medencéjében (Irsanszknál) titántartalmú ilmenit található, mintegy tíz méter vastag rétegben. Az érc ezen kívül a Dnyipropetrovszki területen, a Szamotkany folyó medencéjében is fellelhető.
A Donyec medencéjében, Mikityivkánál (Horlivka) hidrotermális eredetű higanyérc található, Kárpátalján, Visk közelében pedig kontakt-vulkanogén eredetű, de kitermelés csak Mikityivkánál történik. Az érc itt 0,3% higanytartalmú. A készletek világszinten jelentős mértékűek.
Arany- és ezüstlelőhelyek találhatóak a Kirovohradi területen, a Dnyipropetrovszki területen, Kárpátalján, az Odesszai területen, valamint a Luhanszki és Donecki területeken. Kárpátalján a felszín közelében találhatóak az ércek, emiatt ezek a lelőhelyek a leginkább feltártak, itt már a 13. században is termeltek ki aranyat. A 19. században, valamint a 20. század elején a Tiszából mostak itt aranyat. Nagymuzsalyon több tíz tonna aranykészlet is lehet. Egy tonna ércben 6-7 g arany van.
Az uránérc jelentős mennyiségben van jelen Ukrajnában, főképp a Kirovohradi területen és a Dnyipropetrovszki területen. 1951 óta folyik a kitermelése. Az ország volhíniai–polisszjai részén rézérc található, bár nem jelentős mennyiségben. Az alumíniumipar hasznosítja a Dnyipropetrovszki területen található bauxitot, az azovmelléki nefelint és a kárpátaljai alunitokat. A Donyec medencéjében, Kárpátalján és az Előkárpátokban ólomérclelőhelyek találhatóak.

## Nem érces ásványok

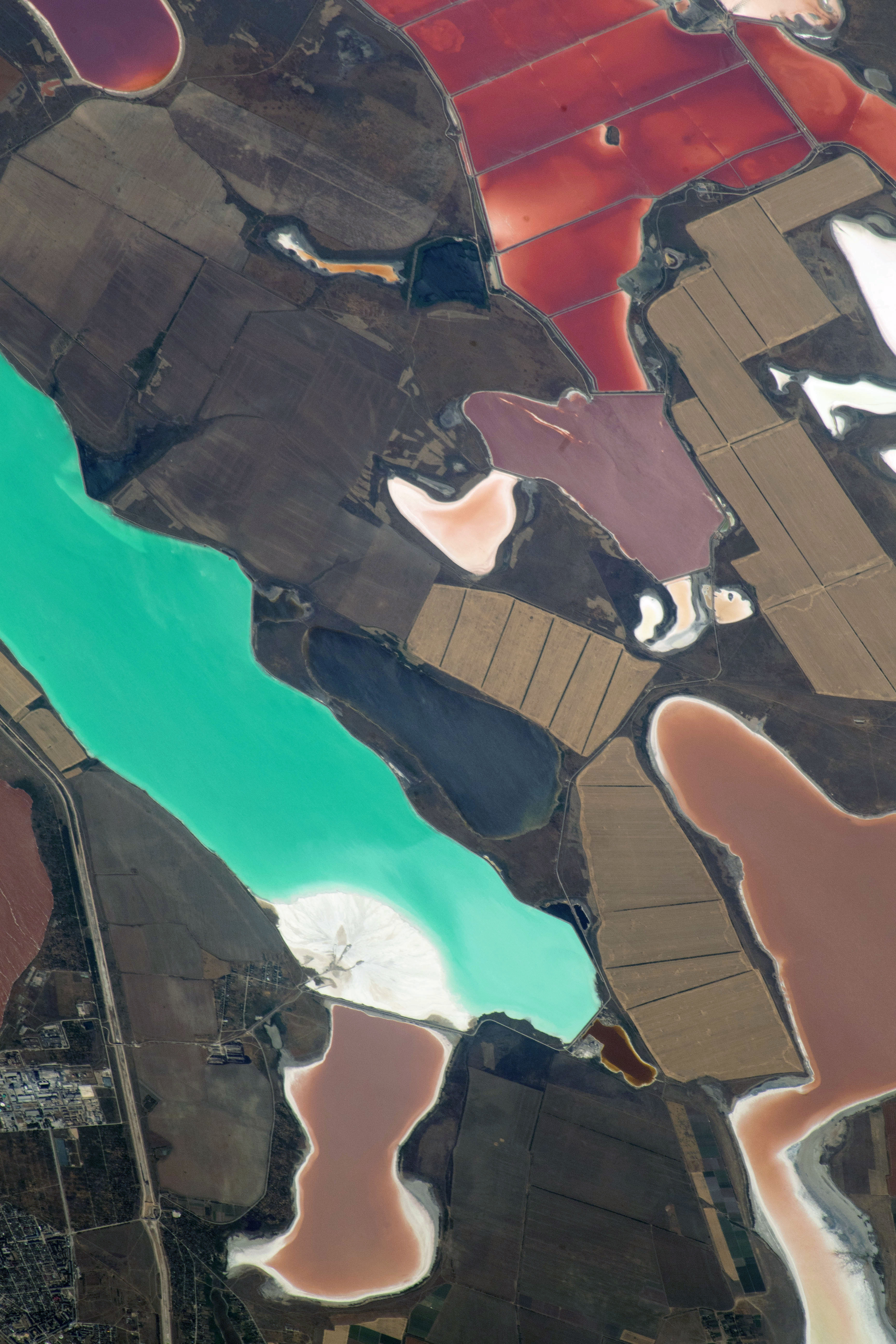
Sós tavak az Azovi-tengernél

Ukrajnában mintegy 4500 olyan lelőhelyet tártak fel, ahol nem érces ásványok találhatóak, valamint 360 olyan érclelőhelyet, ahol nem érces kísérőásványok is találhatóak. A lelőhelyek közül körülbelül 1300-nak van ipari jelentősége.
Az Ukrán-pajzs gneiszeihez kapcsolódnak a grafitlelőhelyek, például a Déli-Bug menti Zavalljánál, Krivij Rihnél és az Azovmelléken Mariupolnál. A Dnyesztermelléken Javorivnál és Novij Rozgyilnál kén található, mintegy 10 méter vastag rétegben.
Ukrajna gazdag sólelőhelyekben, az Előkárpátokban Kalus és Sztebnik környékén kálisót termelnek ki, itt akár 30–40 milliárd tonnányi készlet is lehetséges. A Dnyeper–Donyeci-mélyedésben szintén található kálisó. A Donyec medencéjében Szlovjanszk és Bahmut környékén, valamint Kárpátalján Aknaszlatinánál nagy mennyiségű kősó található. Az Azovi-tenger és a Fekete-tenger partvidékén (Szivas-öböl) lévő sós tavakban és limánokban is nagy mennyiségű só található. A Dnyesztermelléken és a Donyec medencéjében gipsz és anhidrid van jelen.
A podóliai Dnyesztermelléken, a Csernyihivi területen, valamint a Harkivi területen foszforitok, a Zsitomiri területen apatit található. Kaolinitot több mint száz lelőhelyen találtak, többek között a Zsitomiri területen, a Vinnicjai területen, a Hmelnickiji területen, a Cserkaszi területen és a Dnyipropetrovszki területen.
A tűzálló agyag egyik legnagyobb lelőhelye Ukrajnában Csasziv Jarnál található a Donecki területen. Bentonitot a Cserkaszi területen, a kárpátaljai Horboknál és a Ternopili területen Pocsajivnál bányásznak. Dolomit a Donyec medencéjében, Krivij Rihnél és a Rahói-hegyekben (Kárpátalja) található. A Zsitomiri, Kijevi, Csernyihivi, Poltavai, Dnyipropetrovszki, Kirovohradi és Donecki területeken üveghomok és formázóhomok található. A Donecki, Luhanszki, Harkivi, Lvivi és Rivnei területeken cementalapanyagot termelnek ki.
További lelőhelyek:
- gránit: Korosztisiv, Kornin; Kirovohradi terület
- labradorit, gabronit: Holovin, Horbuliv, Kamjanobrid Zsitomiri terület
- bazalt, andezit: Kárpátalja, Rivnei terület
- márvány: Terebesfejérpatak, Dovhoruny (Kárpátalja), Zsitomiri terület, Márványbarlang, Krím
- mészkő: Odesszai terület, Mikolajivi terület, Krím, Voliny, Podólia
- Kréta: Volhínia-podóliai-hátság, Donyec-medence, Krím
- ásványi festékek, apoka (opoka): Krivij Rih, Kárpátalja, Polisszja, Donyec-medence, Krym

Továbbá Ukrajna területén található még többek között földpát, topáz, ametiszt, ónixmárvány, borostyán, rodonit, bishofit, bróm, barit, fluorit valamint építő- és díszítőkövek is.